# Visirlinje

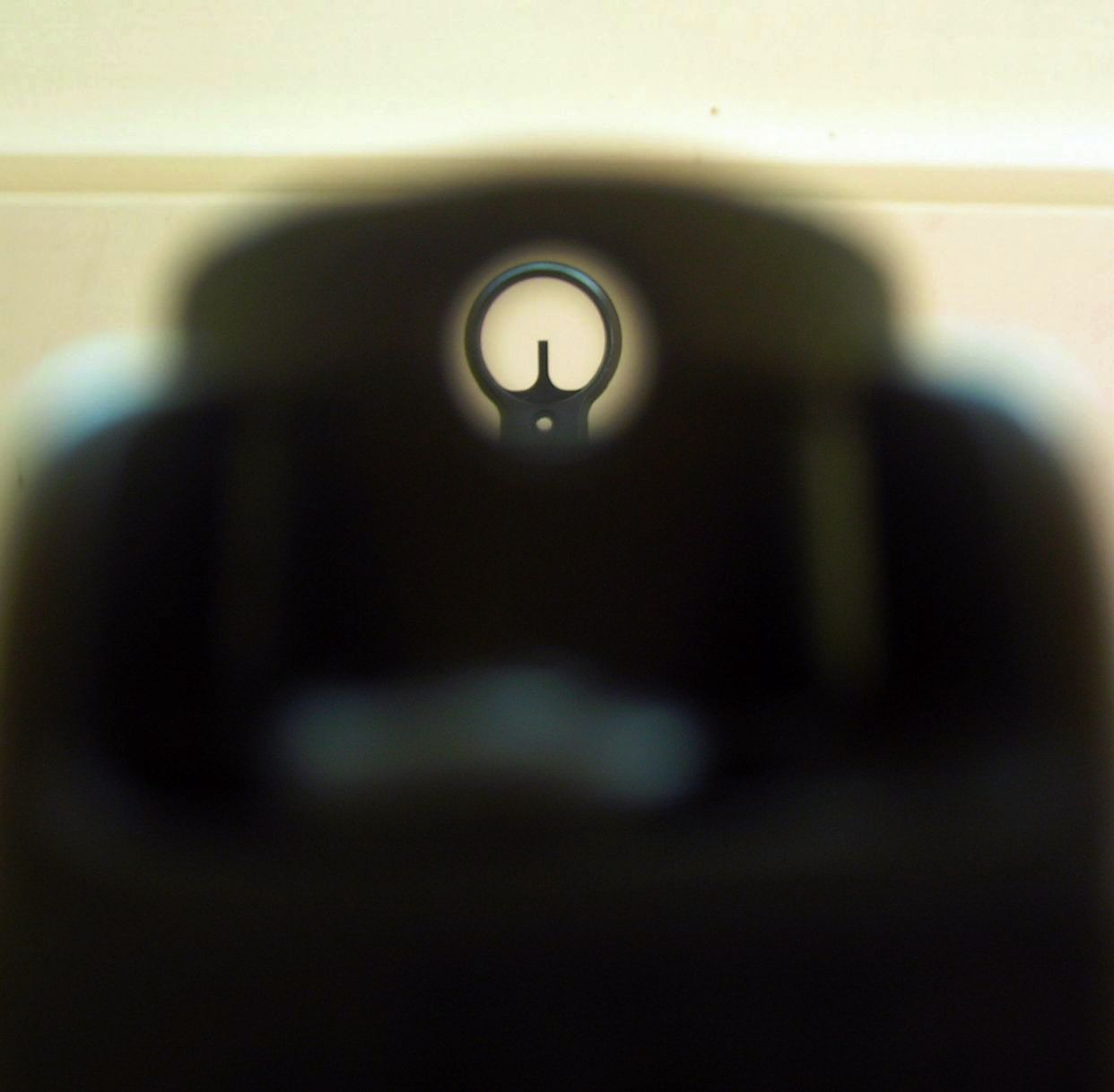
Sikte (suddigt) och korn (skarpt) på en MP5.

Visirlinje är för eldvapen en tänkt linje mellan sikte och korn. I bakre ändan av visirlinjen placerar skytten sitt öga och i andra änden skall riktpunkten befinna sig. 
Visirlinjens längd har stor betydelse för hur lätt eller svårt det är att sikta med vapnet. En kort visirlinje gör det svårare och känsligare att sikta än en lång visirlinje. 
Se även riktmedel.